# Jody Williams
Jody Williams (Brattleboro (Vermont), 9 oktober 1950) is een Amerikaans politiek - en mensenrechtenactivist die vooral bekend is vanwege haar inspanningen voor een verbod op landmijnen en haar werk als mensenrechtenverdediger. Ze won in 1997 samen met de door haar opgezette organisatie International Campaign to Ban Landmines (ICBL) de Nobelprijs voor de Vrede.

## Activisme
Williams was de oprichtster van International Campaign to Ban Landmines (ICBL) en werkte van begin 1992 tot februari 1998 als coördinator voor dit project. In de jaren tachtig werkte ze bij verschillende projecten die gerelateerd waren aan de oorlogen in Nicaragua en El Salvador. 
Williams was de belangrijkste strategist en woordvoerder van het ICBL. Onder haar leiding groeide het ICBL - in samenwerking met regeringen, organisaties van de Verenigde Naties en het Internationaal Comité van het Rode Kruis - uit tot een organisatie van 1.300 NGO's in negentig landen. 
Williams en het ICBL bereikten tijdens een diplomatieke conferentie in Oslo in 1997 hun doelstelling van een internationale overeenkomst die het gebruik van mijnen verbood. Drie weken later ontving zijn, samen met de ICBL, de Nobelprijs voor de Vrede. Op dat moment was zij de tiende vrouw die een Nobelprijs ontving. In 1999 werd het verdrag van Ottawa, dat de vervaardiging en het gebruik van landmijnen verbiedt, van kracht. 
In november 2004 stichtte Williams, samen met mede-Nobelprijs voor de Vrede-winnaars Shirin Ebadi en Wangari Maathai, de "Nobel Women’s Initiative". Deze organisatie ging in januari 2006 van start. In het Nobel Women's Initiative verbinden zich de zes nog levende vrouwelijke Nobelprijs voor de Vrede-winnaars; de vrouwen pogen hun netwerk en invloed in te zetten om het werk te ondersteunen en promoten van vrouwen die zich over de hele wereld inzetten voor vrede en gelijkheid. Aung San Suu Kyi is erelid van Nobel Women's Initiatief. 

## Academische carrière en erkenning
In 2007 werd Williams een Hoogleraar "Peace and Social Justice" aan de Universiteit van Houston. 

## Erkenning
Williams heeft vijftien eredoctoraten ontvangen voor haar bijdragen aan mensenrechten. In 2004 noemde het tijdschrift Forbes haar een van de honderd machtigste vrouwen in de wereld.

## Publicaties
Williams schrijft artikelen voor tijdschriften en kranten, zoals Wall Street Journal, International Herald Tribune, The Independent (VK), The Irish Times, The Toronto Globe and Mail, The LA Times, La Jornada (Mexico), The Review of the International Red Cross, Columbia University’s Journal of Politics and Society.
Williams was in 1995 ook de mede-auteur van een boek over de landmijnencrisis, After the Guns Fall Silent: The Enduring Legacy of Landmines. Daarna publiceerde ze in 2008 Banning Landmines: Disarmament, Citizen Diplomacy and Human Security. In maart 2013 verschenen haar memoires My Name Is Jody Williams: A Vermont Girl’s Winding Path to the Nobel Peace Prize.